# Federazione Italiana Sommelier Albergatori e Ristoratori
Federazione Italiana Sommelier, Albergatori, Ristoratori (in acronimo FISAR) è una organizzazione senza scopo di lucro nata a Volterra e ufficialmente costituita a Pisa nel 1972. Successivamente, il 9 maggio 2001, con decreto n. 1070/01 del presidente della Repubblica, ha ottenuto il riconoscimento giuridico da parte dello stato italiano.
La F.I.S.A.R. – Federazione Italiana Sommelier, Albergatori, Ristoratori – è un’associazione nazionale, democratica, di promozione sociale, di formazione della persona e culturale su base volontaria che opera nel campo dell’enogastronomia in generale, con particolare attenzione alla diffusione della cultura enologica, per la diffusione della conoscenza del vino, del suo corretto abbinamento al cibo e di un suo consumo consapevole.